# Балест, Иосиф
Иосиф Балест или Балестра (греч. Ιωσήφ Βαλέστ, фр. Joseph Balestra; ном Хания, Крит — 14 апреля 1822, ном Ретимно, Крит) — французский офицер, филэллин корсиканского происхождения, родившийся на греческом острове Крит и погибший на нём же во время Освободительной войны Греции 1821—1829 годов. Организатор и командир первого батальона регулярной греческой армии.

## Биография

Иосиф Балест — Военный музей, Афины

Иосиф Балест родился в епархии Кидониа (ном Ханиа, Крит) в семье корсиканского купца. Детские годы провёл на Крите и прекрасно говорил по-гречески.
Участвовал в наполеоновских войнах в звании лейтенанта гренадеров и дослужился до звания майора.
С началом Греческой революции в 1821 году вместе с Дмитрием Ипсиланти, опередив австрийскую полицию, вышел из Триеста на корабле хорвата Павла Стайковича и прибыл в Грецию, остров Идра 7 июня 1821 года.
21 июля 1821 года Ипсиланти поручил Балесту организацию корпуса регулярной армии и присвоил ему звание полковника. Балест сумел организовать 3 роты по 100 бойцов из греческих добровольцев с Ионических островов, имевших опыт службы в регулярной армии под российским и британским флагами, из Ионии (прибрежная западная Малая Азия) и иностранных добровольцев-филэллинов. Солдаты были одеты в чёрные мундиры и получили соответствующий эпитет.
Сам Балестр в письме секретарю французского консульства в Триесте Chevalier писал из города Каламата 21 июля 1821 года: «Турки ничего не значат. Запёртые в свои крепости они не смеют и носа высунуть. Если бы у меня было только 2 батальона из моего старого полка, то Триполи пал бы за день (см. Осада Триполицы). Но что можно ожидать от недисциплинированных толп… Князь Ипсиланти дал мне приказ оставить лагерь в Триполи и прибыть сюда (в Каламату) для организации полка из иностранцев, которых избыток на Пелопоннесе».
Военная деятельность корпуса регулярной армии началась 27 августа 1821 года. Османский флот, под командованием капудана-паши (командующего флотом) Кара-Али, попытался высадиться на побережье провинции Мессения, снять осаду с крепостей Метони, Корони, города Пилос (он же Наварин), Монемвасия и идти на Триполи. Димитрис Фотиадис пишет, что «попытка высадки турок на побережье Каламаты сорвалась. В сражении отличился французский филэллин полковник Балест».
Однако Христос Византиос, доброволец из Восточной Фракии (сегодняшняя европейская Турция), описывает события несколько иначе: «Янычары на борту кораблей армады, видя выстроившиеся на берегу под звуки барабанов и горнов регулярные войска и не ведавшие, что это за войска, испугались, и турецкая армада прошла, не решившись на высадку». Он же пишет: «Ипсиланти приказал регулярному корпусу в конце сентября идти к Триполи для участия в осаде. Через 10 дней после прибытия, было получено известие, что турецкая армада обошла Пелопоннес, вошла в Коринфский залив и готовилась высадиться на северном побережье полуострова. Было невозможно убедить никого из осаждающих Триполи и готовых делить будущие трофеи оставить осаду и идти к месту вероятной турецкой высадки; и Ипсиланти, и Балест выступили только с регулярным корпусом, получив в придачу от Теодора Колокотрони 500 бойцов под командованием его сыновей Паноса и Геннеоса. Население по пути следования заметно ощущало разницу между дисциплинированным регулярным корпусом и иррегулярными отрядами… После падения Триполи корпус был направлен в ном Арголида».
Первые положительные впечатления от регулярного корпуса сошли на нет в результате оппозиции военачальников иррегулярных отрядов и после неудач регулярного корпуса при осаде крепостей города Нафплион.
Балест был послан для участия в восстании на острове Крит, куда он прибыл 20 марта 1822 года. 8 апреля повстанцы под командованием Балеста, Вурдумбаса и Делияннакиса одержали победу над турками в сражении у Кастело, недалеко от города Ретимно. Однако 14 апреля на том же поле боя повстанцы потерпели поражение. Балест был взят турками в плен и обезглавлен.
Его голова была послана подарком капудану-паше Кара-Али — тому самому, что пытался высадиться в Каламате в августе 1821 года, и в июне 1822 года стоявшему с армадой на острове Хиос после резни, учинённой на острове. Когда Константин Канарис учинил возмездие, взорвав во время байрама турецкий флангман с 2 тыс. турок на борту, включая Кара-Али, на реях корабля висели, кроме повешенных хиосцев, голова и правая рука Балеста.